# Mati Klarwein

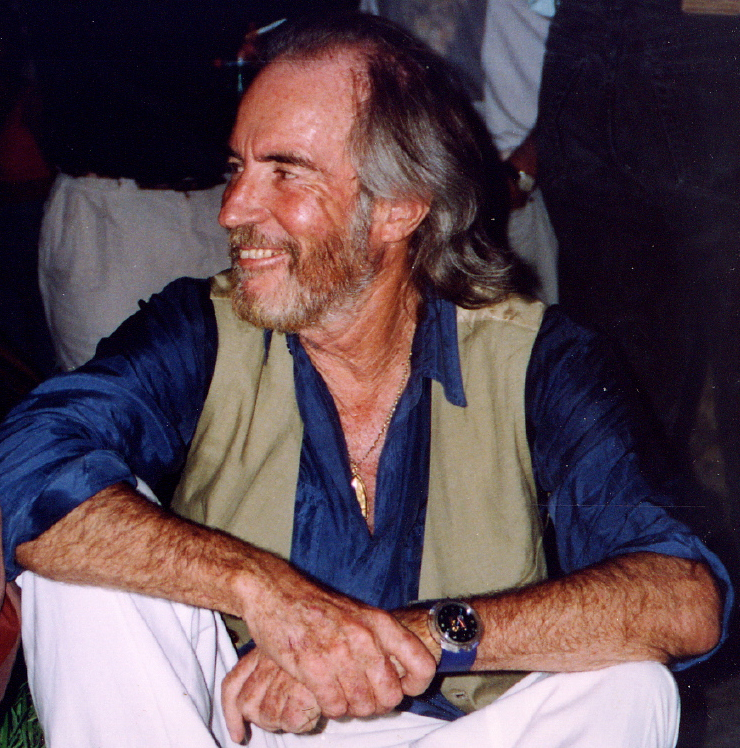
Klarwein w 1992 roku

Abdul Mati Klarwein (ur. 9 kwietnia 1932 w Hamburgu, zm. 7 marca 2002 w Deià) – niemiecki malarz znany głównie z prac wykorzystanych na okładki albumów.
Najbardziej popularnymi pracami artysty są: Annunciation wykorzystany na drugim albumie Santany Abraxas oraz Bitches Brew wykorzystany na albumie pod tym samym tytułem Milesa Davisa. Klarwein współpracował także z takimi artystami jak Jon Hassel oraz Last Poets, był także portrecistą.
Klarwein jest najbardziej znany z obrazów z lat 60. i 70. nawiązujących do surrealizmu, psychodelicznej obrazowości oraz sztuki religijnej różnych tradycji.